# ATC D07 – Kortikoszteroidok, bőrgyógyászati készítmények
Az ATC D07 – Kortikoszteroidok, bőrgyógyászati készítmények a gyógyszerek anatómiai, gyógyászati és kémiai osztályozási rendszerének (ATC) egyik alcsoportja.
| ATC D   | Bőrgyógyászati készítmények                                              |
| ------- | ------------------------------------------------------------------------ |
| ATC D01 | Gombás fertőzések elleni bőrgyógyászati szerek                           |
| ATC D02 | Bőrlágyító- és védőanyagok                                               |
| ATC D03 | Sebek és fekélyek kezelésére használt készítmények                       |
| ATC D04 | Viszketés elleni szerek, beleértve: antihisztaminok, érzéstelenítők stb. |
| ATC D05 | Pszoriázis elleni szerek                                                 |
| ATC D06 | Antibiotikumok és kemoterapeutikumok bőrgyógyászati használatra          |
| ATC D07 | Kortikoszteroidok, bőrgyógyászati készítmények                           |
| ATC D08 | Antiszeptikumok és fertőtlenítők                                         |
| ATC D09 | Gyógyászati kötszerek                                                    |
| ATC D10 | Acne elleni készítmények                                                 |
| ATC D11 | Egyéb bőrgyógyászati készítmények                                        |

## D07A 	Kortikoszteroidok önmagukban

### D07AA 	Gyenge hatású kortikoszteroidok (I. csoport)
| D07AA01 | Metilprednizolon | Methylprednisolone | Methylprednisolonum, Methylprednisoloni acetas, Methylprednisoloni hydrogenosuccinas   |
| D07AA02 | Hidrokortizon    | Hydrocortisone     | Hydrocortisonum, Hydrocortisoni acetas, Hydrocortisoni hydrogenosuccinas               |
| D07AA03 | Prednizolon      | Prednisolone       | Prednisolonum, Prednisoloni acetas, Prednisoloni natrii phosphas, Prednisoloni pivalas |

### D07AB 	Mérsékelten erős hatású kortikoszteroidok (II. csoport)
D07AB01 Clobetasone
D07AB02 Hydrocortisone butyrate
D07AB03 Flumetasone
D07AB04 Fluocortin
D07AB05 Fluperolone
D07AB06 Fluorometholone
D07AB07 Fluprednidene
D07AB08 Desonide
D07AB09 Triamcinolone
D07AB10 Alclometasone
D07AB11 Hydrocortisone buteprate
D07AB19 Dexamethasone
D07AB21 Clocortolone
D07AB30 Combinations of corticosteroids

### D07AC 	Erős hatású kortikoszteroidok (III. csoport)
D07AC01 Betamethasone
D07AC02 Fluclorolone
D07AC03 Desoximetasone
D07AC04 Fluocinolone acetonide
D07AC05 Fluocortolone
D07AC06 Diflucortolone
D07AC07 Fludroxycortide
D07AC08 Fluocinonide
D07AC09 Budesonide
D07AC10 Diflorasone
D07AC11 Amcinonide
D07AC12 Halometasone
D07AC13 Mometasone (mometazon)
D07AC14 Methylprednisolone aceponate
D07AC15 Beclometasone
D07AC16 Hydrocortisone aceponate
D07AC17 Fluticasone
D07AC18 Prednicarbate
D07AC19 Difluprednate
D07AC21 Ulobetasol

### D07AD 	Igen erős hatású kortikoszteroidok (IV. csoport)
D07AD01 Clobetasol
D07AD02 Halcinonide

## D07B 	Kortikoszteroidok és antiszeptikumok kombinációi

### D07BA 	Gyenge hatású kortikoszteroidok és antiszeptikumok kombinációi
D07BA01 Prednizolon és antiszeptikumok
D07BA04 Hidrokortizon és antiszeptikumok

### D07BB 	Mérsékelten erős hatású kortikoszteroidok és antiszeptikumok kombinációi
D07BB01 Flumetazon és antiszeptikumok
D07BB02 Dezonid és antiszeptikumok
D07BB03 Triamcinolon és antiszeptikumok
D07BB04 Hidrokortizon-butirát és antiszeptikumok

### D07BC 	Erős hatású kortikoszteroidok és antiszeptikumok kombinációi
D07BC01 Betametazon és antiszeptikumok
D07BC02 Fluocinolon-acetonid és antiszeptikumok
D07BC03 Fluokortolon és antiszeptikumok
D07BC04 Diflukortolon és antiszeptikumok

## D07C 	Kortikoszteroidok és antibiotikumok kombinációi

### D07CA 	Gyenge hatású kortikoszteroidok és antibiotikumok kombinációi
D07CA01 Hidrokortizon és antibiotikumok
D07CA02 Metilprednizolon és antibiotikumok
D07CA03 Prednizolon és antibiotikumok

### D07CB Mérsékelten erős hatású kortikoszteroidok és antibiotikumok kombinációi
D07CB01 Triamcinolon és antibiotikumok
D07CB02 Flupredniden és antibiotikumok
D07CB03 Fluorometolon és antibiotikumok
D07CB04 Dexametazon és antibiotikumok
D07CB05 Flumetazon és antibiotikumok

### D07CC 	Erős hatású kortikoszteroidok és antibiotikumok kombinációi
D07CC01 Betametazon és antibiotikumok
D07CC02 Fluocinolon-acetonid és antibiotikumok
D07CC03 Fludroxikortid és antibiotikumok
D07CC04 Beklometazon és antibiotikumok
D07CC05 Fluocinonid és antibiotikumok
D07CC06 Fluokortolon és antibiotikumok

### D07CD Igen erős hatású kortikoszteroidok és antibiotikumok kombinációi
D07CD01 Klobetazol és antibiotikumok

## D07X 	Kortikoszteroidok egyéb kombinációi

### D07XA Gyenge hatású kortikoszteroidok egyéb kombinációi
D07XA01 Hidrokortizon
D07XA02 Prednizolon

### D07XB Mérsékelten erős hatású kortikoszteroidok egyéb kombinációi
D07XB01 Flumetazon
D07XB02 Triamcinolon
D07XB03 Flupredniden
D07XB04 Fluorometolon
D07XB05 Dexametazon
D07XB30 Kortikoszteroidok kombinációi

### D07XC Erős hatású kortikoszteroidok egyéb kombinációi
D07XC01 Betametazon
D07XC02 Dezoximetazon
D07XC03 Mometazon
D07XC04 Diflukortolon
D07XC05 Fluokortolon